# Beichtstuhl-Affäre
Als Beichtstuhl-Affäre war ein durch eine Ohrenbeichte ausgelöster Skandal im 19. Jahrhundert. Von Ende 1871 bis Sommer 1872 beschäftigte er vor allem die Printmedien der Habsburgermonarchie. Durch die Beichstuhl-Affäre wurde die Praxis der Ohrenbeichte im Karmelitenkloster in Linz thematisiert und kritisiert.
Ihr Auslöser war die am 28. Dezember 1871 in der Linzer Tages-Post erschienene Behauptung, im Beichtstuhl der Karmelitenkirche in Linz sei es zu sexuellen Übergriffen gekommen, ohne jedoch „aus Schicklichkeitsgründen“ ins Detail zu gehen. Den Höhepunkt bildete ein Schwurgerichtsprozess, in dem der beschuldigte Karmeliten-Pater Gabriel Gady gegen die Redaktion der Zeitung wegen Ehrenbeleidigung (Verleumdung) klagte. Der Fall spielte eine wesentliche Rolle in der öffentlichen Auseinandersetzungen zwischen „ultramontanen“ Katholiken und antiklerikalen Liberalen im Zusammenhang mit den österreichischen Maigesetzen von 1868.

## Linzer Tages-Post vom 28. Dezember 1871
Am 28. Dezember 1871 erschien in der Linzer Tages-Post unter dem Titel „Stimmen aus dem Publikum. Verbrechen im Beichtstuhle.“ ein mit „Linz, 25. Dezember 1871. Maria D.“ unterzeichneter Beitrag. Darin wurde „zur Warnung für Andere“ beschrieben, wie die 23-jährige Tochter der Unterzeichneten, Anna D., nach mehreren Generalbeichten bei Pater Gabriel des dortigen Karmeliten-Ordens „vom völligen Wahnsinn befangen“ sei. Nach Ausspruch der Ärzte gebe es für die Tochter keine Rettung mehr.
Der Beitrag begann:

„Meine 23jährige Tochter Anna D. war bis zum heurigen Herbste ein sittsames, heiteres Mädchen mit äußerst üppiger Körperfülle, eine geschickte und gesuchte Kleidermacherin, welche durch reichliche Arbeit sich und auch ihre alte Mutter anständig ernährte. Im Herbste wurde sie von einigen Betschwestern verleitet, zum Pater Gabriel des hiesigen Karmeliter-Ordens zur Beichte zu gehen. Nachdem dies ein paar Mal geschehen, erzählte sie mir, daß ihr der Pater Gabiel [sic] aufgetragen habe, sich um 6 Uhr Abends zu ihm in ein abgesondertes Zimmer zu einer Generalbeichte zu begeben, was ich ihr mit dem Bemerken verbot, daß um 6 Uhr Abends keine Zeit sei, mit dem Pater zusammenzukommen. […] Was daselbst der Pater an meiner Tochter verübt, und die unfläthigen Reden, die sich der Hochwürdige erlaubt, kann ich aus Schicklichkeitsgründen nicht mittheilen. Nach diesen sogenannten Generalbeichten trat bei meiner Tochter sogleich eine auffallende Veränderung ein. […] Tag und Nacht weint und jammert dieselbe und ist von der fixen Idee befangen, daß sie keine Seele besitze.“

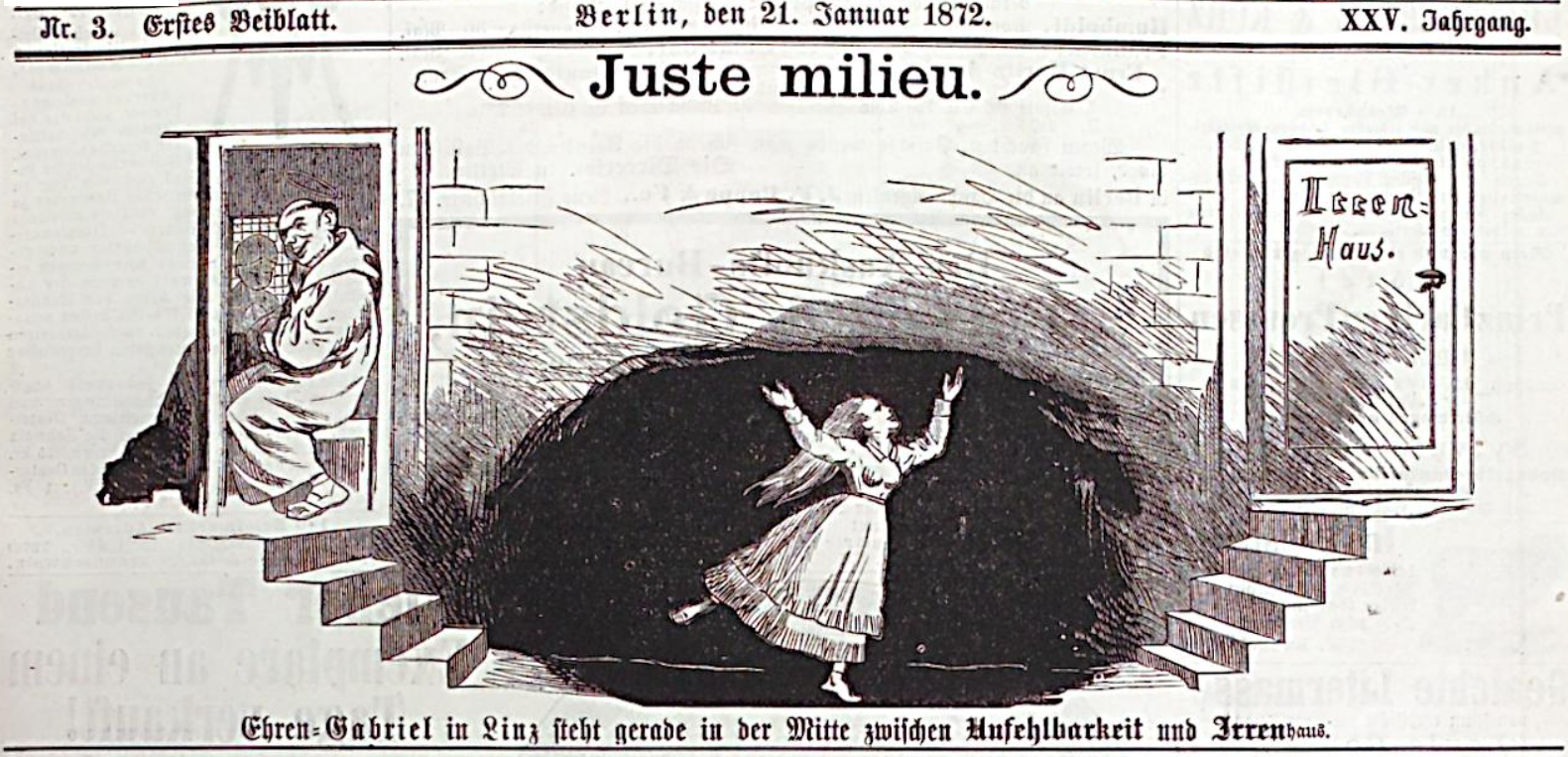
Unter dem Titel Juste Milieu veröffentlichte der Kladderadatsch eine Karikatur, die „Ehren-Gabriel gerade in der Mitte zwischen Unfehlbarkeit und Irrenhaus“ zeigt.

Die Redaktion kommentierte diese Schilderung mit der Behauptung, „jährlich eine Unzahl solcher Fälle zur allfälligen Veröffentlichung“ zu erhalten. In „schreckenerregender Weise“ ergingen sich die Patres bei der Beichte von Frauen „mit einer merkwürdigen Gier und Wollust des Langen und Breiten“ über Verstöße gegen das Sechste Gebot, besonders im (Linzer) Karmeliterkloster. Unter diesen Umständen sei zu fragen, ob es nicht die „heiligste Gewissenspflicht“ sei, junge Mädchen und Frauen „unter keinen Umständen zu einer Ohrenbeichte zu schicken.“

## Reaktionen

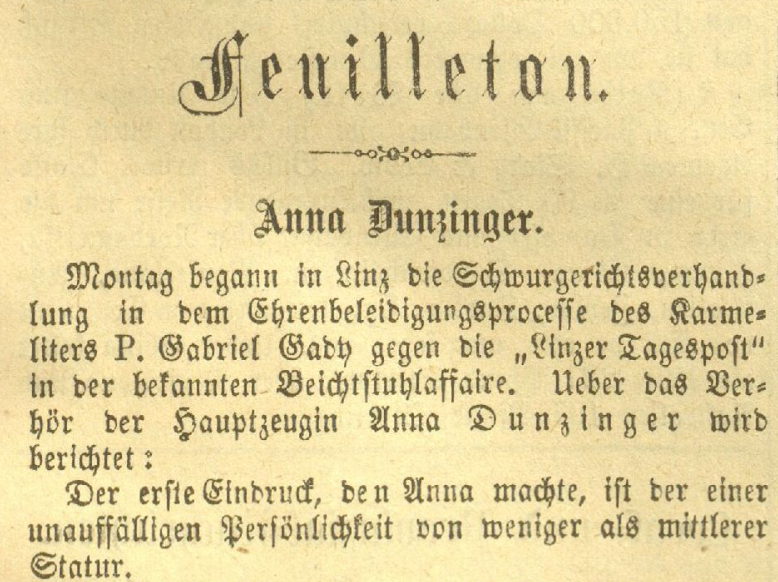
Klagenfurter Zeitung, 1. August 1872

Die Presse stürzte sich auf den Fall. So kommentierte die in Prag erscheinende Deutsche Volks-Zeitung, die Übergriffe auf Mädchen und Frauen durch Angehörige des Karmeliten-Ordens seien notorisch. So sei ein 14-jähriges Mädchen bei der Beichte danach gefragt worden, ob die Menstruation bereits eingetreten sei und Kontakt mit Männern stattgefunden hätte. Am 6. Januar 1872 wurde auch (wahrheitswidrig) behauptet, Gady sei unverzüglich nach Siebenbürgen versetzt worden. Katholische Zeitungen wie das Linzer Volksblatt wiesen die Darstellungen der liberalen Presse zurück und bemühten sich um Ehrenerklärungen zugunsten des Beschuldigten. Die Behörden begannen eine Voruntersuchung gegen Gady, die aber bald wieder eingestellt wurde.
Wegen des erheblichen Medienechos reichte Gady Klage gegen die Redaktion der Tages-Post ein. Am 29. Juli 1872 begann das zeitgenössisch als Preßprozess bezeichnete Verfahren in Linz um ein presserechtliches „Vergehen gegen die Sicherheit der Ehre“ und die „Übertretung oder Vernachlässigung der pflichtmäßigen Obsorge und Aufmerksamkeit“. Vernommen wurden neben den Hauptbeteiligten auch mehrere medizinische Gutachter. Obwohl Maria und Anna D[unzinger] keine direkten Beschuldigungen mehr gegen den Pater erhoben, zudem die Authentizität ihrer Zuschrift bezweifelt wurde, sprach das von Liberalen dominierte Geschworenenkollegium die Zeitung vom Vorwurf der Ehrenbeleidigung frei und verurteilte sie nur wegen „Vernachlässigung der pflichtmäßigen Obsorge und Aufmerksamkeit“ zu einer kleinen Geldstrafe. Andere Medien wie die Deutsche Zeitung und die Neue Freie Presse in Wien hätten zuerst die gegen Gady erhobenen Vorwürfe veröffentlicht, die in der Linzer Tages-Post nur zitiert worden seien. Der Herausgeber der Linzer Post habe jedoch seine journalistische Sorgfaltspflicht verletzt, als er Gady als jungen, lüsternen Geistlichen darstellte. Tatsächlich war Gady 46 Jahre alt und bereits im Jahr 1851 zum Priester geweiht worden.

## Rezeption
Die Affäre beschäftigte auch danach noch die Presse. Ein Theaterstück mit dem Titel „Anna Dunzinger – ein Sittenbild“, das in Marburg aufgeführt werden sollte, soll „vereitelt“ worden sein. Überliefert ist dagegen ein Spottlied mit der Anfangszeile „War einst ein Karmeliter, der Pater Gabriel“, das in vielen Liederbüchern bis ins 21. Jahrhundert abgedruckt wurde.
Laut dem Historiker Max Herbert Voegler, der den Fall innerhalb seiner Dissertation untersuchte, spielte die Affäre eine wesentliche Rolle bei der Mobilisierung der katholischen Gegenöffentlichkeit und somit einen Wendepunkt innerhalb der kulturkämpferischen Auseinandersetzungen in Österreich in den Jahren vor und nach dem Ersten Vatikanum.